# فرانسیسکو اوسورتو
فرانسیسکو اوسورتو (اسپانیایی: Francisco Osorto‎؛ زادهٔ ۲۰ مارس ۱۹۵۷) بازیکن فوتبال اهل السالوادور بود.
وی همچنین در تیم ملی فوتبال السالوادور بازی کرده‌است.